# Franciszek Woźniak
Franciszek Woźniak (født 7. august 1932 i Rawicz, død 14. januar 2009 i Bydgoszcz, Polen) var en polsk komponist, professor, lærer og pianist.
Woźniak studerede komposition og klaver på Statens Højere Musikskole i Poznań, med afgangseksamen i 1960. Han skrev tre symfonier, orkesterværker, kammermusik, koncertmusik, operaer, korværker, scenemusik, solostykker for mange instrumenter etc.
Woźniak underviste som lærer i komposition og musikteori på Statens Højere Musikskole i Gdańsk (1973), og på Statens Højere Musikskole i Bydgoszcz (1978), hvor han blev professor (1992). Han var også leder af Den Polske Komponistforening (1975-1981).

## Udvalgte værker
- Symfoni (1970) for slagtøj
- Symfoni nr. 1 (1972) - for klaver og orkester
- Symfoni nr. 2 (1977) - for klaver og orkester
- Klaverkoncert (1962) - for klaver og orkester
- Cellokoncert (1969) - for cello og orkester
- Impromptu (1967) - for orkester
- Musik (1960) - for strygeorkester, klaver og slagtøj
- Koncert (1966) - for trompet og orkester